# Basket-ball aux Jeux africains de 2007
Navigation
Édition précédente Édition suivante
Les compétitions de basket-ball des 9es Jeux africains ont eu lieu à Alger en Algérie du 18 au 22 juillet 2007 à la Salle Harcha pour le Groupe A et à Staoueli pour le Groupe B.

## Résultats - Hommes

### Classements de la phase des poules

#### Groupe A
|                | M | V | D | Pp  | Pc  | +/- |
| -------------- | - | - | - | --- | --- | --- |
| Égypte         | 4 | 4 | 0 | 326 | 244 | +82 |
| Côte d'Ivoire  | 4 | 3 | 1 | 252 | 253 | -1  |
| Algérie        | 4 | 2 | 2 | 252 | 261 | -9  |
| Afrique du Sud | 4 | 1 | 3 | 266 | 283 | -17 |
| Tunisie        | 4 | 0 | 4 | 244 | 299 | -55 |

#### Groupe B
|                                  | M | V | D | Pp  | Pc  | +/-  |
| -------------------------------- | - | - | - | --- | --- | ---- |
| Angola                           | 5 | 5 | 0 | 366 | 301 | +65  |
| Nigeria                          | 5 | 4 | 1 | 370 | 293 | +77  |
| Mali                             | 5 | 3 | 2 | 355 | 337 | +18  |
| Cameroun                         | 5 | 2 | 3 | 356 | 330 | -26  |
| République démocratique du Congo | 5 | 1 | 4 | 308 | 366 | -58  |
| Liberia                          | 5 | 0 | 5 | 300 | 428 | -128 |

### Résultats de la phase des poules

#### Jour 1
- Cameroun 78 - 50  Liberia
- Nigeria 77 - 65  Mali
- République démocratique du Congo 53 - 72  Angola
- Tunisie 64 - 86  Égypte
- Afrique du Sud 59 - 65  Algérie

#### Jour 2
- Angola 91 - 63  Liberia
- Égypte 70 - 48  Côte d'Ivoire
- Nigeria 75 - 49  République démocratique du Congo
- Algérie 62 - 49  Tunisie
- Cameroun 69 - 71  Mali

#### Jour 3
- Tunisie 65 - 69  Côte d'Ivoire
- Afrique du Sud 59  - 82  Égypte
- Liberia 64 - 87  Mali
- République démocratique du Congo 57 - 85  Cameroun
- Angola 61 - 58  Nigeria

#### Jour 4
- Côte d'Ivoire 70 - 66  Afrique du Sud
- Égypte 88 - 73  Algérie
- Nigeria 79 - 57  Liberia
- Cameroun 63 - 71  Angola
- Mali 68 - 56  République démocratique du Congo

#### Jour 5
- Tunisie 66 - 82  Afrique du Sud
- Algérie 52 - 65  Côte d'Ivoire
- Liberia 66 - 93  République démocratique du Congo
- Angola 71 - 64  Mali
- Nigeria 81 - 61  Cameroun

### Quarts de finale
- Cameroun 88 - 89  Égypte
- Afrique du Sud 68 - 80  Angola
- Mali 56 - 52  Côte d'Ivoire
- Algérie 50 - 79  Nigeria

### Demi-finales
- Angola 74 - 60  Mali
- Égypte 67 - 55  Nigeria

### Finales
- Angola 56 - 50  Égypte

## Résultats - Femmes

### Classements de la phase des poules

#### Groupe A
| R | Équipe                           | V | D |
| - | -------------------------------- | - | - |
| 1 | Angola                           | 4 | 0 |
| 2 | Mozambique                       | 3 | 1 |
| 3 | Algérie                          | 2 | 2 |
| 4 | République démocratique du Congo | 1 | 3 |
| 5 | Côte d'Ivoire                    | 0 | 4 |

#### Groupe B
| R | Équipe   | V | D |
| - | -------- | - | - |
| 1 | Nigeria  | 5 | 0 |
| 2 | Sénégal  | 4 | 1 |
| 3 | Kenya    | 3 | 2 |
| 4 | Tunisie  | 2 | 3 |
| 5 | Mali     | 1 | 4 |
| 6 | Zimbabwe | 0 | 5 |

### Quarts de finale
- Angola (72 - 47)  Tunisie
- Mozambique (82 - 62)  Kenya
- Nigeria (52 - 35)  République démocratique du Congo
- Sénégal (75- 49)  Algérie

### Demi-finales
- Nigeria (57 - 46)  Mozambique
- Sénégal (71- 49)  Angola

### 3eplace
- Angola (53- 43)  Mozambique

### Finale
- Sénégal (60 - 46)  Nigeria

## Médaillés
| Édition | Or | Argent | Bronze |
| ------- | --- | --- | --- |
| Hommes  | Angola Domingos Bonifácio Fernando Albano Gerson Monteiro Idelfonso Kiteculo Leonel Paulo Mayzer Alexandre Nivaldo Sumbo Simão Panzo Vicente Neto Victor Muzadi Vladimir Ricardino Walter Costa | Égypte Ahmed Hussein Ashraf Rabie Haytham Sehrty Ibrahim El-Gammal Ismail Ahmed Kareem Shamseia Moamen El Einen Mohamed El-Garhi Mohamed Mahmoud Ramy Gunady Tarek El-Ghannam Wael El Sayed | Nigeria Abdullahi Kuso Abdulrahman Mohammed Abubakar Usman Chamberlain Oguchi Ejike Ugboaja Henry Uhegwu Jayson Obazuaye Jeleel Akindele Michael Umeh Olumide Oyedeji Orseer Ikyaator Stanley Gumut         |
| Femmes  | Sénégal Adama Diakhaté Anta Sy Astou Traoré Awa Doumbia Bineta Diouf Fatou Dieng Jeanne Senghor Magatte Sarr Mame Diodio Diouf Mame Paye Ndèye Sène Salimata Diatta                             | Nigeria Charity Egenti Enjoli Izidor Erdoo Angwe Joyce Ekworomadu Mfon Udoka Nwamaka Adibeli Olayinka Sanni Oluchi Okorie Priscilla Udeaja Tamunomiete Whyte Ugochukwu Oha Vivian Ewalefo   | Angola Ângela Cardoso Astrida Vicente Bárbara Guimarães Catarina Camufal Domitila Ventura Irene Guerreiro Isabel Francisco Jaquelina Francisco Luísa Tomás Maria Afonso Nacissela Maurício Ngiendula Filipe |